# Тереля Йосип
Йо́сип Михайлович Тереля (англ. Josyp Terelya; 27 жовтня1943, Келечин, Україна — 16 березня 2009, Торонто, Канада) — український  мученик, сучасний пророк та ясновидець із Західної України, письменник, художник, греко-католицький дисидент, в'язень совісті, політемігрант з СРСР, з 1988 року жив у Торонто.

## Біографія
Народився 27 жовтня 1943 року в родині комуністів, під час війни  батько був заарештований гестапо і відправлений до концтабору, тому маленький Йосип опинився спочатку у дідуся з бабусею по лінії батька, пізніше жив до 13 років у батьків матері в  Сваляві. У 1949 році батько майбутнього дисидента створив перший в області колгосп, також боровся з "буржуазним націоналізмом", мати закінчила Вищу партійну школу при ЦК КПУ.
Під впливом бабусі з боку матері – Анни Софії Фалес, Йосип ще в дитинстві навернувся до віри в Бога, ходив до церкви. Також ще у дитинстві разом з молодшим братом Борисом усвідомив себе патріотом і вирішив присвятити життя боротьбі за волю України і віру. У 1953 році Йосип Тереля знаходився в дитячому санаторії в Яремче. Одного дня діти почули стрілянину, а на другий день їх парами повели дивитися на вбитих "бандерівців". Побачивши загиблих, малий Йосип дав собі слово до кінця життя боротися з московською окупацією.  За непокірну поведінку тричі виключався з школи.
У 1961 році закінчив будівельне училище. На цей час вже знаходився на обліку в міліції.

### Переслідування радянським режимом
У 1962 році у віці 19 років вперше засуджений  на 4 роки позбавлення волі. Причиною засудження по кримінальній статті стало викрадення гвинтівки та набоїв.
У 1963 Йосип втік із вʼязниці, за це засуджений ще на 5 років таборів суворого режиму, але знову зміг втекти. Через 7 місяців Йосип Тереля добровільно здався владі у Луганську після того, як  кдбісти запевнили його матір, що він не отримає ніякого покарання.
У 1966 році знову заарештований та засуджений на 7 років таборів суворого режиму. У таборі зазнав знущань.
У 1967 році Кировоградський суд визнав Й.Терелю винним у розповсюдженні наклепів на партію та неправдивому висвітленні історії та засудив його на 8 років. Перебуваючи в ув'язненні у Кіровоградській ВТК-6, Йосип разом з ще двома юнаками - Алімом Сайфутдіновим і Юрієм Запашним, розпочав випуск антирадянських листівок, передаючи їх на волю через вільнонайманих працівників колонії. В матеріалах справи збереглися статті Йосипа "Злочинність і аморальність державного капіталізму" (так він називав суспільний стрій СРСР),  "Основи державного капіталізму", "Демократія при суспільно-приватній власності", "Християнство і атеїзм", в яких юнак без спеціальної освіти, з провінційного містечка дає зрілу та виважену оцінку існуючому імперсько-репресивному устрію.
|  | Все, що може мислити, — приглушене, мислити і робити можна тільки те, що дозволить партія...Режим комуністів держиться і існує тільки при підтримці МВС та КДБ. Ця воєнно-політична диктатура, яка існує весь період правління комуністів, придушила майже усі прояви демократизму. ...На кожну шосту-сьому людину в СРСР — агент КДБ... Фашизм гітлерівської Німеччини — рідний брат державного капіталізму комуністичної Росії |

У 1968 засуджений до 8 років  за  «українську націоналістичну пропаганду». Відбував покарання у Дубравлагу в Мордовії.
За підозрою у підготовці до втечі, переведений у тюрму – Владимирську вʼязницю.
У 1972 р. за поширення віршів З. Красівського і за свої вірші визнаний психічно хворим і до 1975 утримувався в Сичовській спецпсихлікарні (СПЛ) Смоленської області, потім переведений до психлікарні (ПЛ) загального типу в м. Челябінську.
У квітні 1976 року був звільнений, але в листопаді цього ж року утримувався у Вінницькій СПЛ.
У грудні 1976 року написав відкритого листа голові КДБ СРСР Ю. В. Андропову, де описав знущання над собою та відмовився від совєцького громадянства. Також написав листа до Верховної Ради УРСР з протестом проти арешту Руденка М. Крім того на Заході надрукували книгу спогадів Й.Терелі про Сичовську СПЛ, чим викликали ще більше роздратування влади.
У квітні 1977 року знову заарештований та відправлений у психлікарню в м.Берегове, звідки він втік. У вересні 1977 року Йосипа Терелю доправили до Дніпропетровської СПЛ. Ознакою психічної хвороби визнали його небажання жити в СРСР. Дружина дисидента подала скаргу до Міжнародної асоціації психіатрів.
17 жовтня 1977 група дисидентів, в тому числі А.Сахаров та П.Григоренко виступили з заявою на захист Й.Терелі.
Тільки на початку 1981 року Йосип Тереля був переведений до звичайної психлікарні на Закарпатті.

### Боротьба за права віруючих УГКЦ.
На початку 1980-х років деякі священники та зацікавлена світська молодь вжили зусиль для розповсюдження за кордоном інформації про драматичне становище греко-католиків та їхні дії для утвердження Церкви. У вересні 1982 р. Йосип Тереля організував Комітет захисту Української католицької церкви («Ініціативна Група в справі захисту прав віруючих та Церкви»), що ставив собі за мету домогтися її легалізації. Хоч у відповідь на це режим став заарештовувати її активістів, серед українців Галичини та Закарпаття відданість своїй давній церкві не втрачала сили. Крім Йосипа до групи входили інші члени: о. Григорій Кодзинський, секретар, о. Діонісій, о. Ігнатій, Стефанія Петрел-Сичко. Кожен крок Терелі фіксувався агентурою КДБ, тому про створення Комітету влада дізналася дуже швидко.
Після арешту Терелі і засудження його до позбавлення волі "за тунєядство" на один рік у грудні 1982 року керівництво перейшло до Василя Кобрина, котрий у свою чергу був засуджений до 3-х років примусових робіт у листопаді 1984 року. Від початку 1984 року Група почала нерегулярно розповсюджувати бюлетень «Хроніка Католицької церкви на Україні», в основному підготовлений Йосипом Терелею. Однією з причин появи бюлетеню, крім негативної атмосфери довкола руху за легалізацію УГКЦ було почуття кризи, що поглиблювалася в підпільній Церкві. Джерелом цієї кризи було старіння та вимирання священників, навчених у «нормальних» умовах (перед нищенням Церкви), що не могли бути заміщені такою ж кількістю добре підготованих молодих священників. Іншим приводом було те, що протягом майже 40 років прибувало щораз більше «криптокатоликів», які відвідували православні храми. Серед них працювала нова генерація ортодоксальних священників, які не виховувалися в греко-католицькій традиції та поступово відштовхувалися від УГКЦ і могли не повернутися до неї, доки та була в підпіллі й не отримала визнання режиму.
На початку 1985 року в Ужгороді та Сваляві Тереля мав зустрічі з представниками КДБ, які він детально описує в своїх листах до родини. КДБісти вимагали припинення випуску "Хроніки", покаянної "заяви" по радіо, ТВ та у пресі, припинення трансляцій по "голосам" (Радіо Свобода, Голос Америки та т.п.), натомість обіцяли звільнення деяких дисидентів, у разі відмови погрожували ув'язненням та "випадковою" смертю від рук кримінальників. Тереля відмовився від "покаяння", що означало черговий неминучий арешт.
08 лютого 1985 Йосип Тереля був знову заарештований і, незважаючи на хворобу і високу температуру, доправлений спочатку до Ужгородської в'язниці, а 16 лютого - до тюрми у Львові.
19–20 серпня 1985 року відбувся суд зі звинуваченням за ст. 62 КК УРСР. Йому інкримінували складання і редагування восьми випусків «Хроніки Української католицької Церкви», написання листа до Ганса Майора — голови комітету німецьких католиків, розповсюдження теологічної літератури, усні релігійні висловлювання тощо. Суддею був майбутній голова Конституційного суду України Андрій Стрижак. В результаті Й. Тереля знову був засуджений на 7 років таборів і 5 років заслання. На суді Тереля виголосив промову
|  | Російський егоцентризм досяг свого апогею. У нас украли історію, мову, культуру, усе, що є найкраще наше, привласнюється московськими окупантами. Підручники історії, географії, літератури у школах та університетах наскрізь пронизані етноцентризмом "старшого брата"... Ви — досмертні духовні кастрати… |

Також Йосип Тереля заявив, що через два роки буде звільнений, що викликало сміх, але його пророцтво здійснилося.
22 лютого 1987 року Терелю звільнили, ймовірно тому, що на Горбачова чинили тиск з адміністрації президента Рейгана. Незабаром  він оголосив голодовку з вимогою виїзду на лікування в США чи Канаду і отримав дозвіл. Фактично був обміняний Рейганом на радянських шпигунів.
Загалом 23 роки провів в радянських тюрмах (з них 9 років — в одиночці) за те, що був активістом українського католицького правозахисного руху. За цей час він у повністю містичний спосіб звершив дев'ять успішних втеч із тюрем і колоній посиленого режиму. Також жив і працював в с. Довге, Закарпатської області.
У травні 1987 року Йосип Тереля знаходився у с.Грушів, де разом з тисячами людей став свідком об'явлень Діви Марії, під час яких закликав всіх до навернення, покаяння, молитви за навернення Росії. Свої враження описав у книжці "Сім діб з Божою Матір'ю у Грушові" та в книзі "Свідок".

### У еміграції
19 вересня 1987 року виїхав з СРСР до Канади. У січні 1988 року позбавлений громадянства СРСР.
Проживав у Торонто, де заснував власне видавництво, писав книги, випускав журнали релігійної тематики, продовжував боротьбу за права віруючих в СРСР. Опублікував книжку спогадів та роздумів «Свідок» англійською мовою, яка розійшлася двохмільйонним накладом. В еміграції залишався бунтарем зі своїм особистим поглядом на все. Бачив та критикував недоліки життя діаспори, капіталістичного ладу, міжнародні організації (наприклад ООН), зробив висновок, що комунізм не ворог, а байстрюк капіталізму, писав на тему масонства. Порятунок бачив у духовності, вірі в Бога, також став монархістом.
Гонорари жертвував на допомогу Україні та УГКЦ.
Влітку 1992 р. брав участь у великому «Марші миру» у м. Меджугорʼє. В 90-х зміг побувати в Києві, Одесі, Житомирі, Львові і на Закарпатті, був у Грушеві, де мав приватне видіння Матері Божої. Привозив до України гуманітарну допомогу, також посприяв поверненню Охтирської ікони, яка була вивезена нацистами.
Папа Римський провів з українським пророком тридцять шість аудієнцій. Іван Павло ІІ розпитував його про майбутнє. Також у  США він виступав перед Конгресом, його приймали у Білому Домі, Пентагоні, ЦРУ. Як проповідник побував у США, Ірландії, Великій Британії, Росії, Індонезії, Мексиці, на Кубі та Філіппінах.
Помер Й. Тереля на вимушеній еміграції в Канаді 16 березня 2009 р. За роки незалежності він так і не отримав українського громадянства, хоча у 1994 році був повністю реабілітований.

## Пам'ять
Йосип Тереля — людина, яка боролася за свободу віросповідань, вільне здійснення обрядів, звільнення засуджених за віру. Одним із методів його боротьби було створення комітету захисту Української греко-католицької церкви.
На початку липня 2009 року тіло Йосипа Терелі було перевезено в Україну і, після похоронної відправи в храмі Архистратига Михаїла Нижнього Болотного (Іршавський р-н, Закарпатської області), біля урочища Джублик, віддано рідній землі. Організацією перевезення і поховання покійного займались з канадійського боку вірні друзі — владика-емерит Роман Даниляк і Юрій Москаль, на батьківщині естафету прийняв о. Петро Кобаль. Він зі своєю родиною влаштував поминальний обід, під час якого прозвучало багато українських духовних пісень у чудовому виконанні подружжя Ірини і Андрія — співробітників канадського «Радіо Марія». На могилі Й. Терелі зі спогадами про страдницький шлях у неволі й працю в підпільному «Комітеті захисту УГКЦ» виступив співстраждалець і співпрацівник Йосипа по «Комітету» Василь Кобрин з м. Бібрка Львівської області.
Могила Йосипа Терелі – поруч з могилою його духовного наставника о. Михайла Данилаша.
Про Й.Терелю написано бестселер Майкла Брауна «Труба Гавриїла».

## Родина
Батько – Михайло Васильович Пойда, комуніст з 1927 року. Мати батька Єва Тереля належала до давнього руського роду, який був відомий з часів Данила Галицького. Вона вирішила зберегти давнє шляхетне прізвище і тому Йосип мав прізвище Тереля
Мати – Маргарита Фалес.
Великий вплив на формування особистості Йосипа мала бабуся зі сторони матері Анна Софія Фалес, яка була ревною католичкою  (пом.1957).
Молодший брат Богдан трагічно загинув, на думку Йосипа, від рук кдбістів.
Дружина Олена Уманець - лікар, працювала у пологовому відділенні Довжанської лікарні.
Мав трьох дітей - сина Павла, доньок Калину і Мар'яну.

## Книги
- «2000» (1990), Буенос-Айрес
- «Свідок» (1991) [Архівовано 13 квітня 2014 у Wayback Machine.]
- «Чорне і біле» тюремний щоденник 1970-1975 роки[5] (1993)
- «Царство Духа» (1994)
- «Явління Господа…» (2002) [Архівовано 12 травня 2014 у Wayback Machine.]

та інші.

## Пророцтва Йосипа Терелі
«На початку XXI століття буде страшна війна. Мені була показана карта Росії в колі спалахів вогню. Очаги палахали на Кавказі, в Середній Азії, в Прибалтиці та по усьому Далекому Сході, де противником Росії став Китай…»
— Одного разу в тюремному карцері, подібному морозильній камері, де він був кинений, роздягненим донага, до нього явилася Богоматір, і стала пророкувати. Вона сказала про страшну війну, що надходить на початку XXI століття і показала карту Росії в суцільному крузі вогняних спалахів. Предрікла, що противником стане Китай, а майбутній лідер Росії на ім'я Володимир розв'яже війну з Ізраїлем. Але після цих наступаючих катаклізмів, Тереля (як і Марія Есперанца) предрікає духовне відродження та «золотий вік».